# August von Goethe

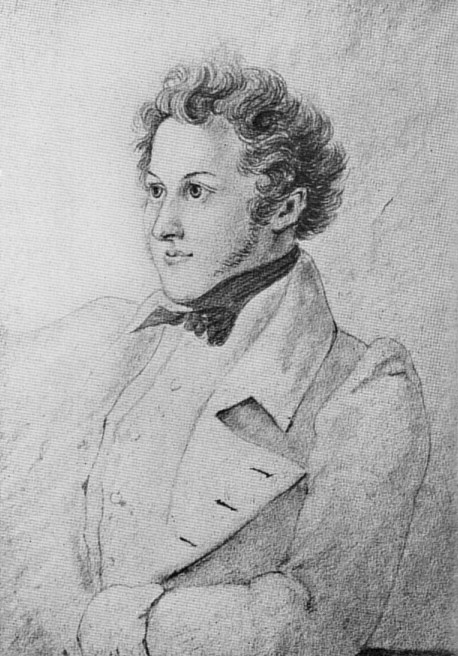
August von Goethe, gezeichnet von Julie Gräfin Egloffstein

Julius August Walther von Goethe (* 25. Dezember 1789 in Weimar; † 27. Oktober 1830 in Rom) war der Sohn Johann Wolfgang von Goethes. Er gehörte zum Hofstaat des Großherzogs Carl August von Sachsen-Weimar-Eisenach.

## Leben
August von Goethe war das einzige unter den fünf Kindern von Christiane und Johann Wolfgang von Goethe, welches das Erwachsenenalter erreichte. Er erhielt Privatunterricht bei dem Theologiestudenten Eisert. Friedrich Wilhelm Riemer übernahm später den Latein- und Griechischunterricht, was den Besuch des Weimarer Gymnasiums eröffnete. Goethe studierte 1808/09 drei Semester Rechtswissenschaft an der Ruprecht-Karls-Universität Heidelberg. Dabei schloss er sich dem Corps Guestphalia (I) an. Es folgten drei weitere Semester an der Universität Jena.
Mit 27 Jahren heiratete er am 17. Juni 1817 in Weimar Ottilie von Pogwisch (1796–1872). Die Ehe erwies sich bald als problematisch. Das Ehepaar hatte die drei Kinder Walther, Wolfgang Maximilian und Alma.
August von Goethe war am Weimarer Hof ab 1810 charakterisierter Kammer-Assessor, wurde 1811 definitiv in den Staats- und Hofdienst eingestellt, wurde 1813 Hofjunker, 1815 Kammerjunker und Kammerrat und 1823 Geheimer Kammerherr. 1825 erhielt er durch den Weimarer Stadtrat gemeinsam mit seinen beiden Söhnen und für alle männlichen Nachkommen auf ewige Zeit das Bürgerrecht der Residenzstadt Weimar verliehen.
Nach dem Tod seiner Mutter Christiane 1816 trat August von Goethe als Briefpartner für den Vater an ihre Stelle. Das Verhältnis des Sohns zum übermächtigen Vater war schwierig, was sich auch darin äußerte, dass August jahrzehntelang „um die bloße Aufmerksamkeit des Vaters mehr bettelte als warb, um sich ihm gleichzeitig in immer neuen Steigerungen der Unterwerfung anzubieten“. Der Vergleich mit dem Vater wirkte auf ihn einerseits lähmend, andererseits aber auch exzessiv-ausschweifend. Wie seine Eltern war er dem Alkohol wohl übermäßig zugetan. August blieb de facto der Untergebene seines Vaters und erfüllte ohne wirkliches Interesse dessen Wünsche, wie Stammbücher und Reisetagebücher zu führen.
Er unterstützte den Vater sachkundig und vor allem naturwissenschaftlich interessiert bei der „Oberaufsicht über die unmittelbaren Anstalten für Kunst und Wissenschaft“ und vermied es, seine Rolle als Sohn des bedeutenden Dichters auszuspielen.
Zu Goethes Freunden gehörte der Schriftsteller Karl von Holtei.

## Italienreise und Tod

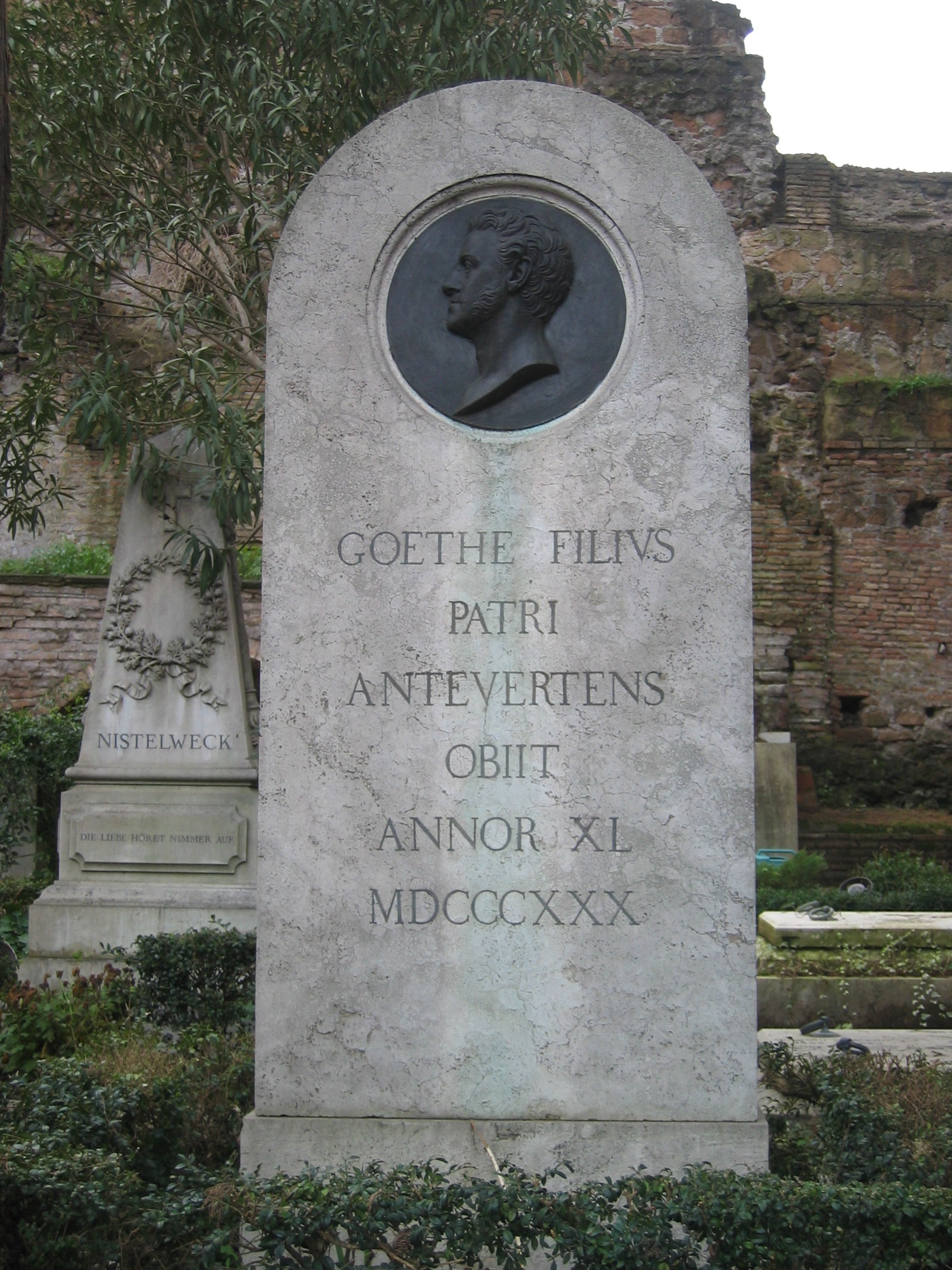
Grab August von Goethes auf dem Protestantischen Friedhof (Cimitero Acattolico) in Rom

Goethe begab sich am 22. April 1830 in Begleitung von Johann Peter Eckermann nach Italien, um einmal ganz von daheim loszukommen und sich zu beruhigen. Die Reise führte zunächst über Frankfurt am Main, Basel, Lausanne und Mailand nach Venedig und über Mantua, Cremona und Lodi zurück nach Mailand. Nachdem Eckermann erkrankt war und sich am 25. August von Goethe getrennt hatte, um heimzukehren, reiste dieser über La Spezia, wo er einen Wagensturz erlitt und daraufhin auch selbst krank wurde, weiter nach Florenz und über Livorno und Neapel nach Rom. Dort starb er in der Nacht vom 26. auf den 27. Oktober an einer Pockenerkrankung. Bei der Autopsie fand sich ein chronisches Subduralhämatom.
Deutsche Künstler setzten ihn auf dem protestantischen Friedhof nahe der Cestius-Pyramide bei. In Rom war August auch in Kontakt gekommen mit August Kestner, dem Sohn der von Goethe-Vater im Roman Die Leiden des jungen Werthers als Lotte verehrten Geliebten. Dieser war in diplomatischen Diensten als hannoverscher Legationsrat beim Heiligen Stuhl tätig. Er vor allem besorgte die Bestattung Augusts und die Benachrichtigung des Vaters. Später wurde er auch selber auf diesem Friedhof bestattet.
Der Grabstein trägt ein von Bertel Thorvaldsen angefertigtes Medaillon des Toten und die von Vater Goethe verfasste Inschrift, die den Vornamen verschweigt:
Bei der Restaurierung des Grabmals im Jahr 1961 wurde das originale Medaillon Augusts in die Residenz des deutschen Botschafters in Rom gebracht und verblieb seither dort.

## Werke
- Gabriele Radecke (Hrsg.): Wir waren sehr heiter. Reisetagebuch 1819. Aufbau, Berlin 2007, ISBN 978-3-351-03209-8.
- Andreas Beyer, Gabriele Radecke (Hrsg.): Auf einer Reise nach Süden. Tagebuch 1830. Hanser, München 1999, ISBN 3-446-19325-1. Erweiterte Neuausgabe: Deutscher Taschenbuch Verlag, München 2003, ISBN 3-423-13067-9.
- Gerlinde Ulm Sanford (Hrsg.): Goethes Briefwechsel mit seinem Sohn August. 2 Bände. Böhlau, Weimar 2005, ISBN 978-3-7400-1200-7.

## Rezeption
Im Film Vera von 2022 stehen Vera Gemma (die Tochter Giuliano Gemmas) und Asia Argento am Grabmal August von Goethes und philosophieren über die erdrückende Last berühmter Väter.